# Estigmene williami
Estigmene williami là một loài bướm đêm thuộc phân họ Arctiinae, họ Erebidae.